# Дюран, Жан-Николя-Луи
Жан-Николя-Луи Дюран (фр. Jean-Nicolas-Louis Durand, 18 сентября 1760, Париж — 31 декабря 1834, Тье) — архитектор французского неоклассицизма, ученик и последователь мегаломана Э.-Л. Булле. Теоретик архитектуры, педагог. Среди его учеников был Лео фон Кленце.
Дюран родился в Париже в семье сапожника. Учился в Королевской академии архитектуры и одновременно, с 1776 года, работал рисовальщиком в парижской мастерской архитектора Этьена-Луи Булле. В 1779 и 1780 годах Дюран вместе с Жаном-Тома Тибо участвовал в конкурсах на Римскую премию. В 1794 году он выиграл вместе с Тибо конкурс на «Храм равенства». События Французской революции не способствовали архитектурной карьере, однако благодаря своим успехам он смог претендовать на должность преподавателя. В 1794 году Дюран стал преподавать в недавно открывшейся Политехнической школе в Париже. В 1795 году получил в этой школе должность профессора и кафедру архитектуры.
Дюран разработал собственную универсальную, как он утверждал, методику архитектурного проектирования для всех типов зданий, основанную на модульной сетке из подобных квадратов. Такая рациональная система пропорционирования позволяла ему составлять типовые чертежи планов, фасадов и разрезов зданий самого разного назначения.
Дюран был убеждён, что рациональная архитектура должна быть актуальна для всех людей во все времена. Он видел главную цель архитектуры в экономии и практичности и предлагал самое экономное решение любой строительной задачи. Его особенно интересовали общественные здания. Например, он разработал мотив ротонды в качестве модульного элемента музейного здания. Критикуя церковь Св. Женевьевы в Париже с её 206 колоннами и стенами общей длиной 612 м, Дюран создал свой вариант круглого собора такой же площади, в котором было лишь 112 колонн, а общая длина стен составляла 248 м — значительная экономия при одновременном более сильном, по мнению автора проекта, впечатлении. Считается, что проект Старого музея К. Ф. Шинкеля в Берлине (1822—1830) создан под влиянием методики Дюрана.
Лекции Дюрана, прочитанные им в Политехнической школе, были опубликованы в 1802 и 1805 годах, они оказали значительное влияние на формирование архитектуры рационализма. В 1800 году Дюран опубликовал эссе «Собрание и сравнение зданий всех жанров, древних и современных, примечательных своей красотой, величием или своеобразием и вычерченных в одном масштабе» (1800).
Между 1802 и 1805 годами Дюран изложил свою теорию в форме учебника под названием «Подробная информация об уроках архитектуры, проводимых в Политехнической школе» (Précis des leçons d’architectures données à l’École Polytechnique"). Издания и переводы на другие языки сделали эту публикацию одним из важных архитектурных трактатов своего времени.
Студенты Политехнической школы работали на бумаге, расчерченной в клетку, что задавало модульное измерение. Формальное решение определялось выбором тех или иных архитектурных элементов. Таким образом, процесс проектирования превращался в процесс своеобразного комбинаторного монтажа объёмов и деталей по заданной системе композиционных осей. В «Уроках» были собраны таблицы с изображением различных композиционных схем, которые могли бы быть применены для любого типа здания. «Руководствуясь двумя книгами Дюрана, студенты, пройдя курс от простого к сложному, были готовы к выполнению любых проектных задач».
Практическое значение модульной системы как «машины массового производства архитектуры» Дюрана заключалось также в возможности производства унифицированных, серийно производимых строительных деталей. Методология модульного проектирования оказалась востребованной в градостроительстве, в частности при планировании застройки жилых кварталов в период преобразований Парижа бароном Ж. Э. Османом.
Хрустальный дворец, построенный Джозефом Пакстоном из модульных сборных деталей в 1850—1851 годах к Всемирной выставке 1851 года, не был бы возможен без комбинаторики Дюрана. В Германии такие архитекторы, как Карл Фридрих Шинкель, Фридрих Вейнбреннер, Густав Форхерр и Лео фон Кленце, находились под влиянием системы проектирования Дюрана. Густав Форхерр специально приезжал в Париж, чтобы присутствовать на лекциях Дюрана в Политехнической школе.
Среди учеников Дюрана были Луи-Шарль Ледрю, К. В. Кудрей. Уильям Ле Барон Дженни, которого считают изобретателем небоскрёбов, изучал доктрину Дюрана в Центральной школе искусств и производств (École Centrale des Arts et Manufactures) в Париже. Л. Мис ван дер Роэ также создавал свои стеклянные небоскрёбы по принципу «модульной сетки».
Однако были и критические отзывы. Архитектор и теоретик архитектуры Готфрид Земпер назвал Дюрана «канцлером шахматной доски по причине недостатка идей». «Объективация процесса проектирования», к которой стремится Дюран, подчёркивал Земпер, скрывает обсуждение конкретного места и «человеческого мира опыта».
Тем не менее комбинаторный метод с использованием модульной сетки успешно применяется в дизайне промышленных систем, визуальных коммуникаций, проектирования жилых, общественных и производственных помещений. О растущей актуальности теории и методики Дюрана в эпоху интенсивного развития информационных технологий свидетельствует проходившая во Франкфурте-на-Майне в октябре 2017 года конференция «Стандартная архитектура. От Дюрана до BIM».

## Гравюры альбома «Живописные виды на главные здания Парижа» (Vues pittoresques des principaux édifices de Paris). Акватинты Ж.-Ф. Жанине по рисункам Дюрана

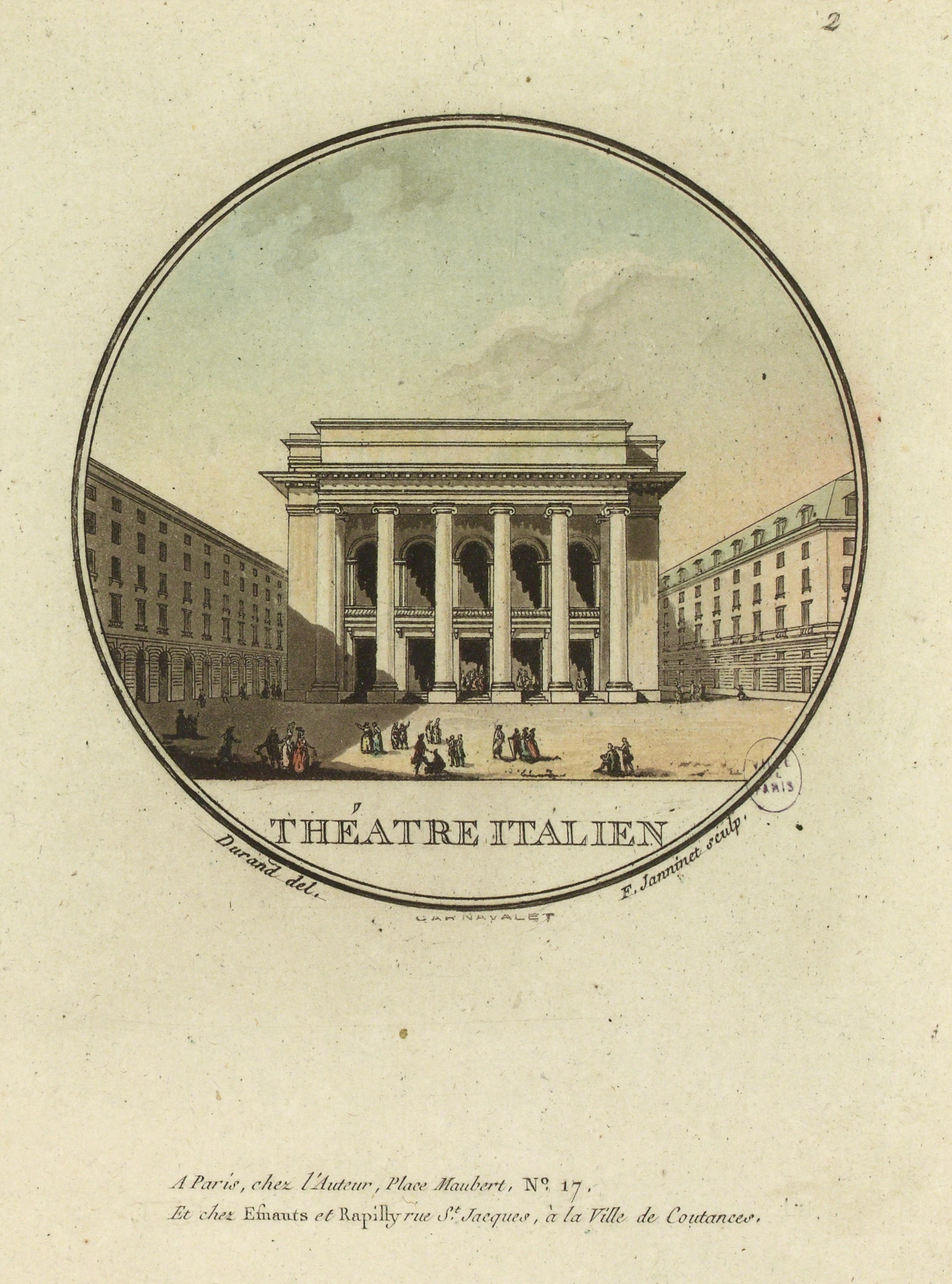
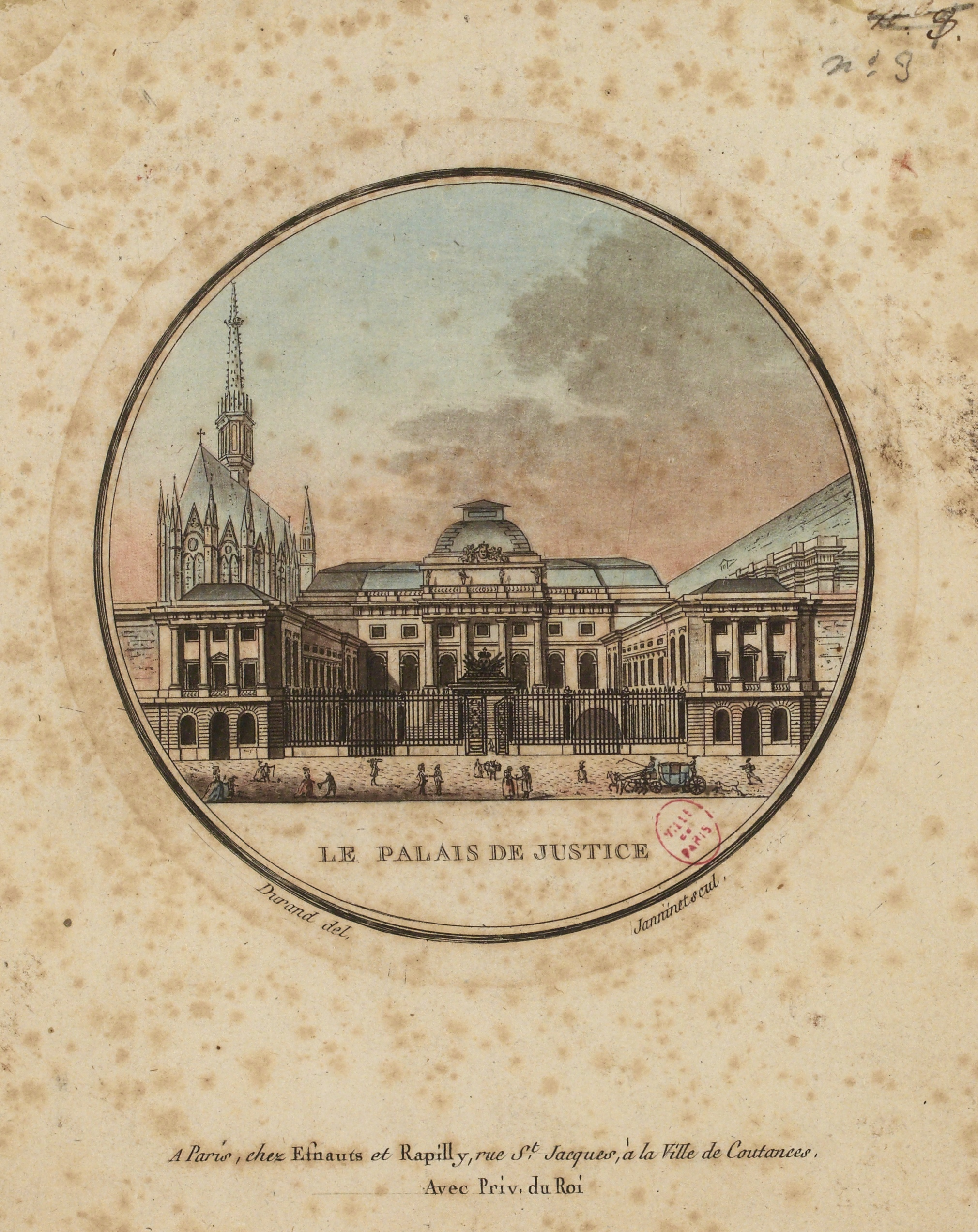
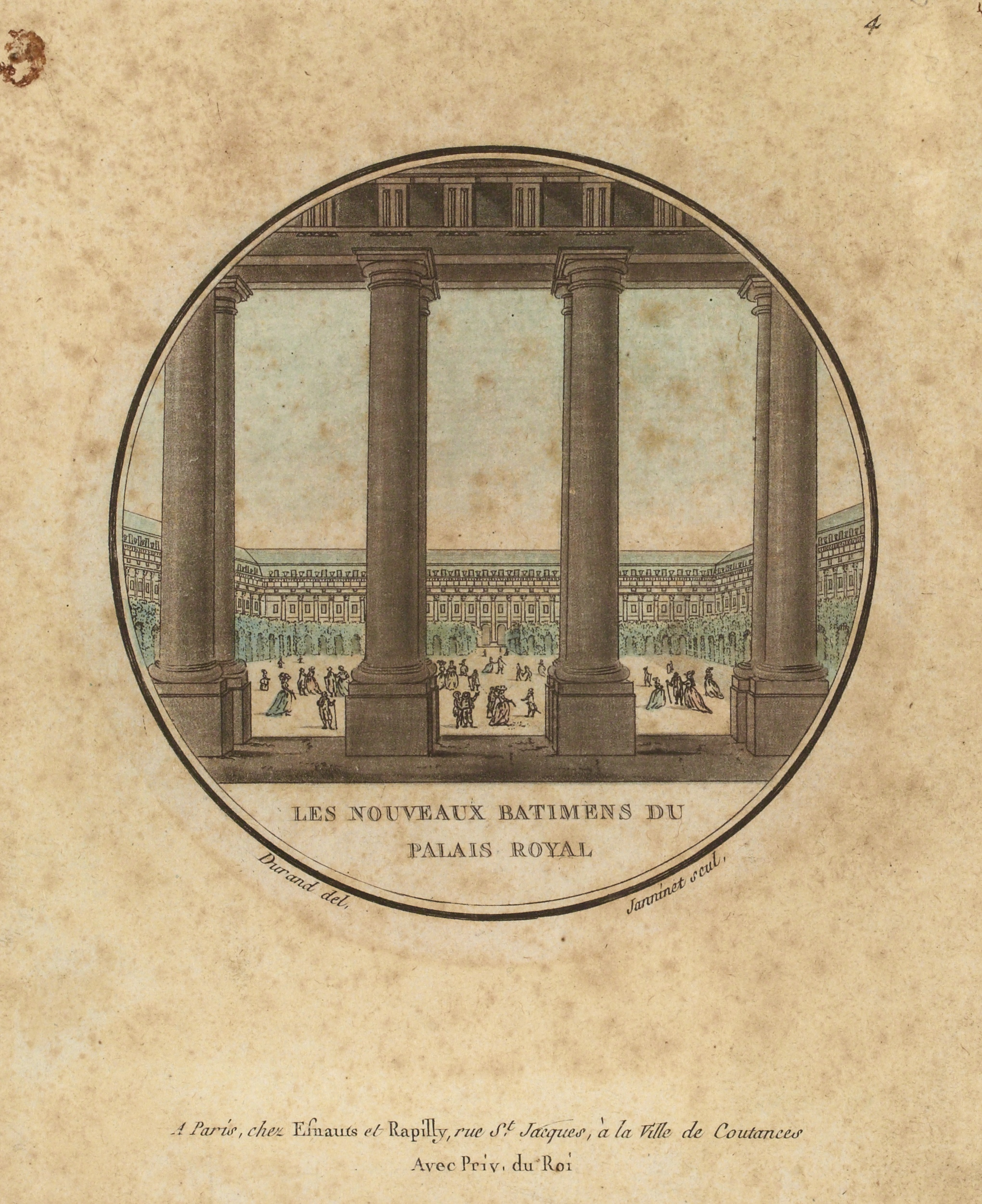
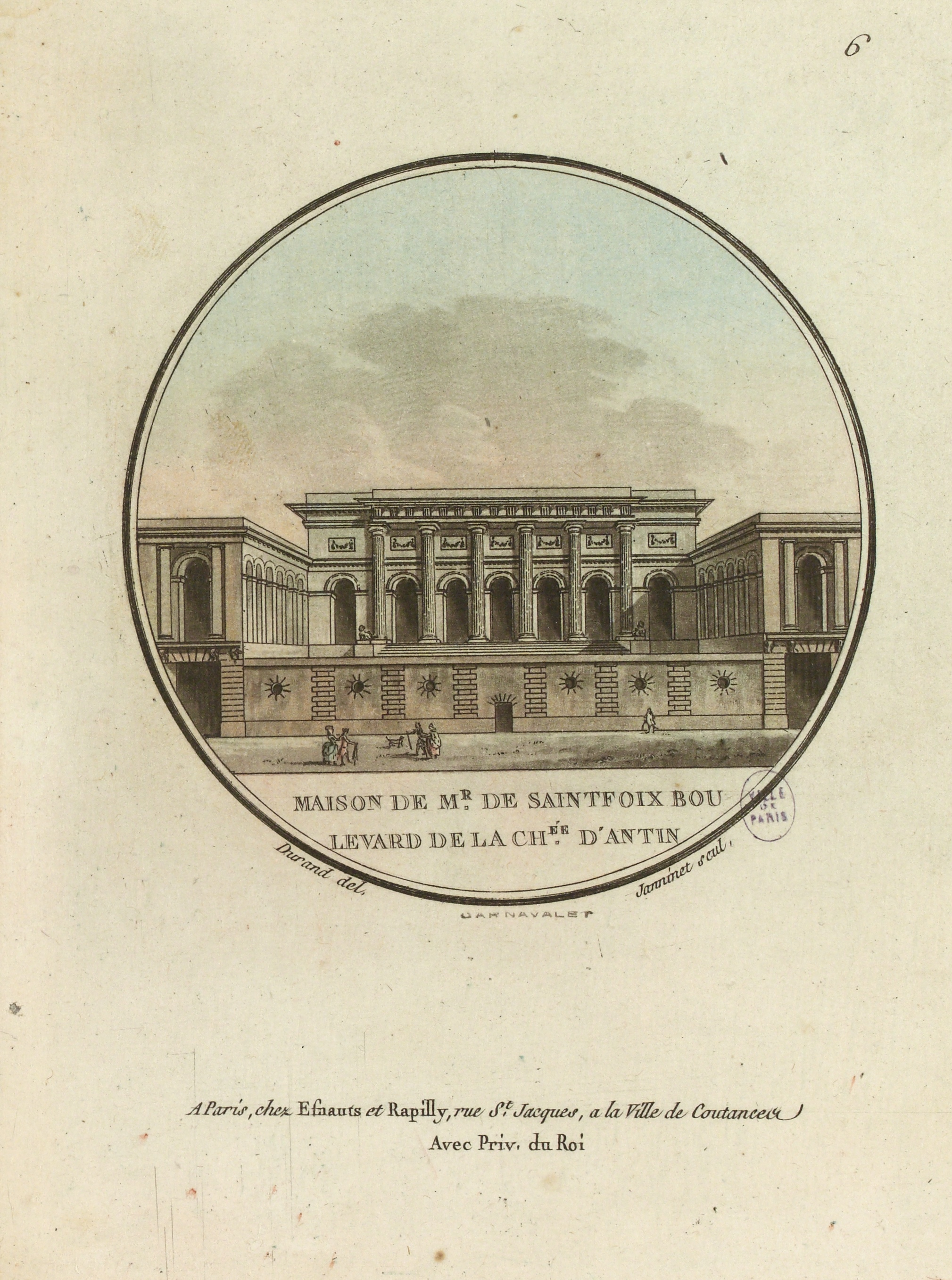
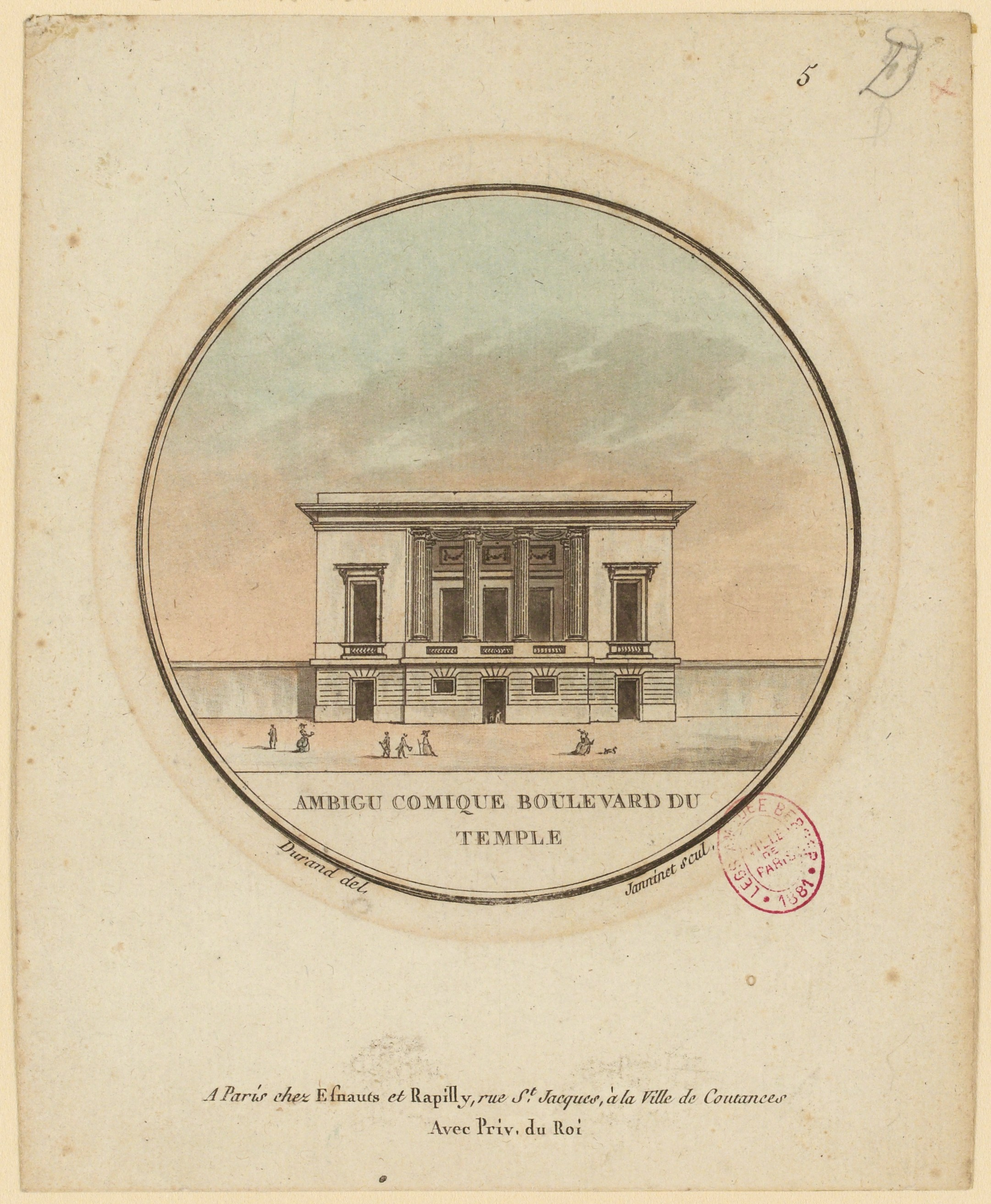
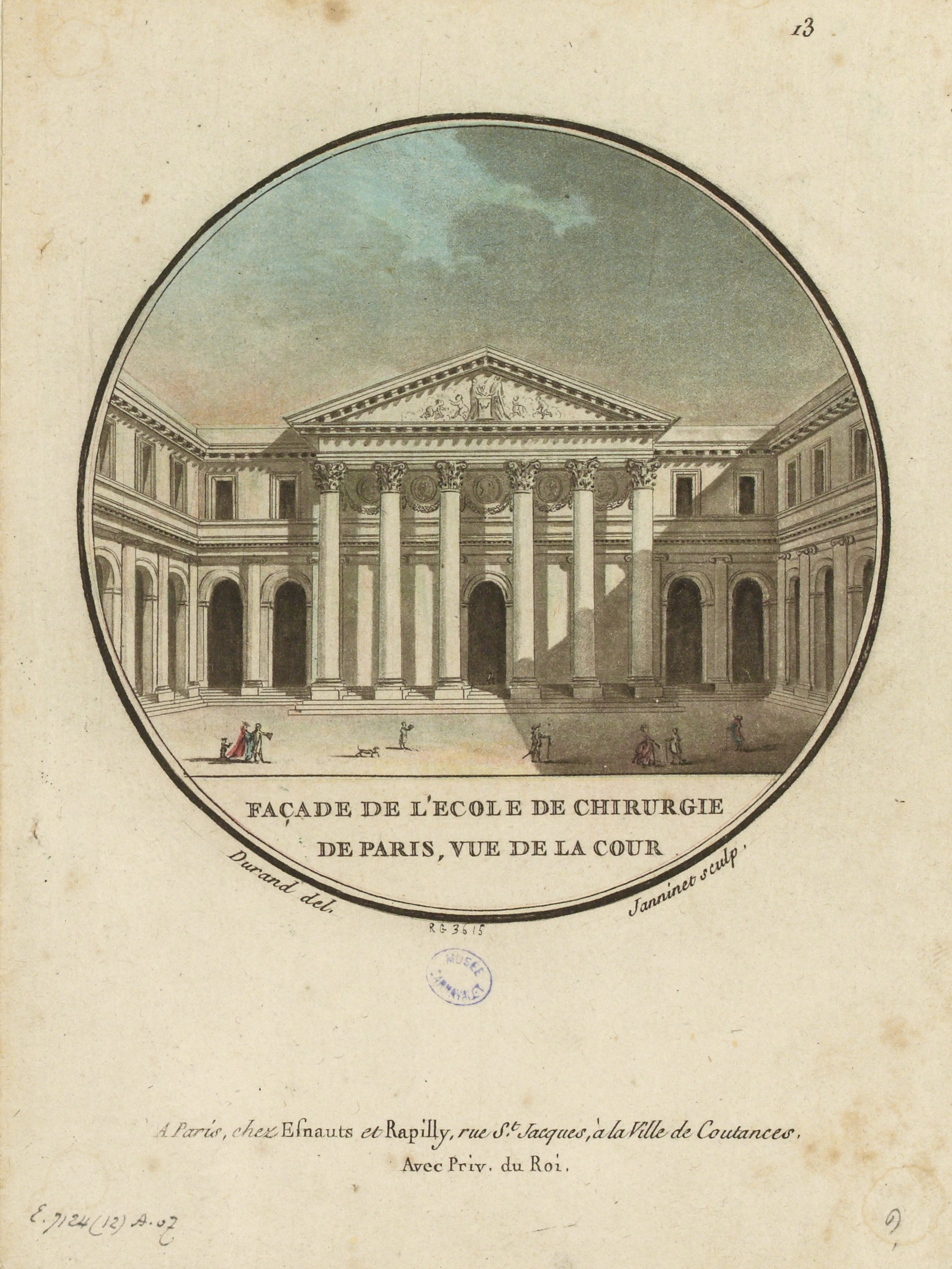
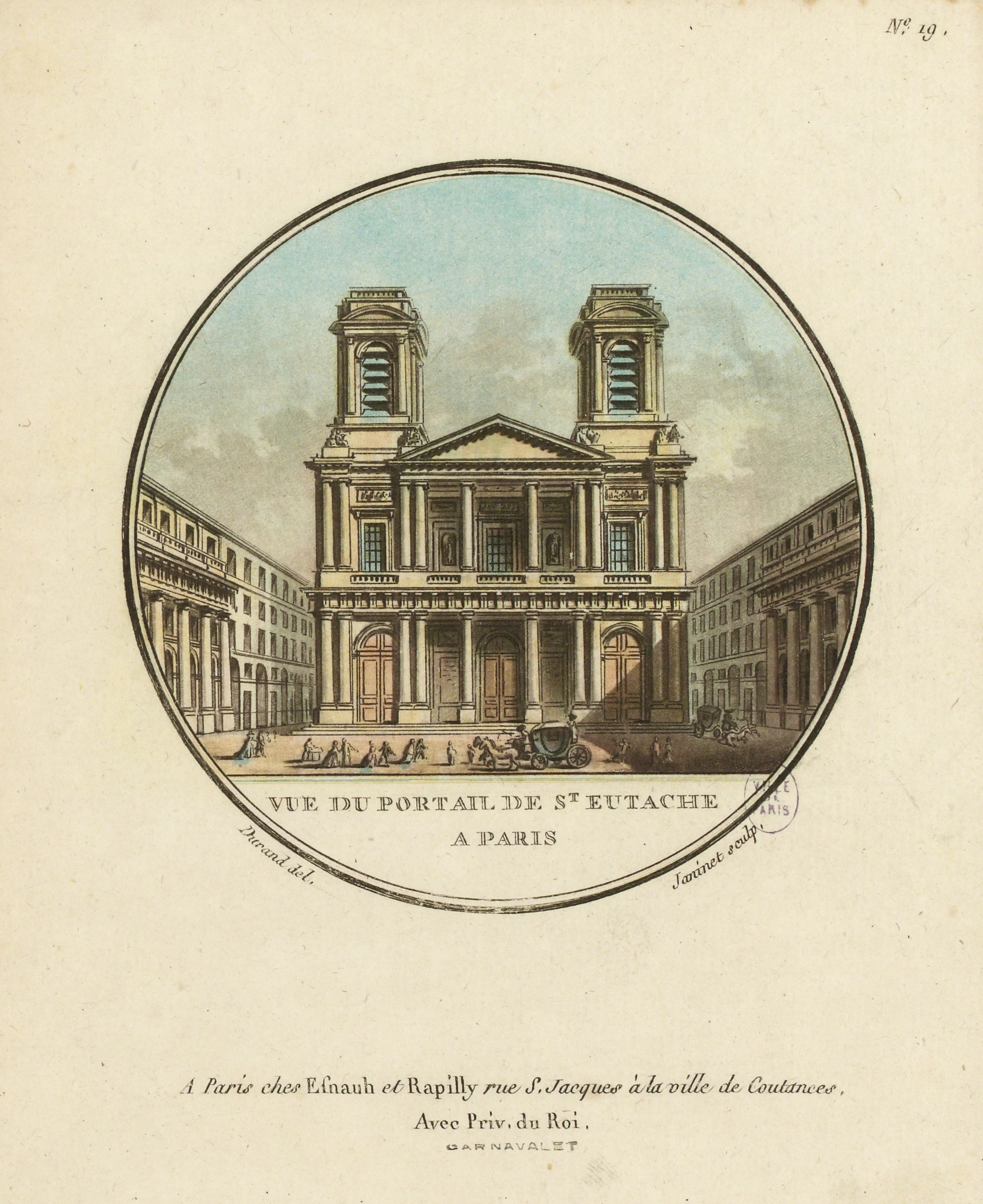
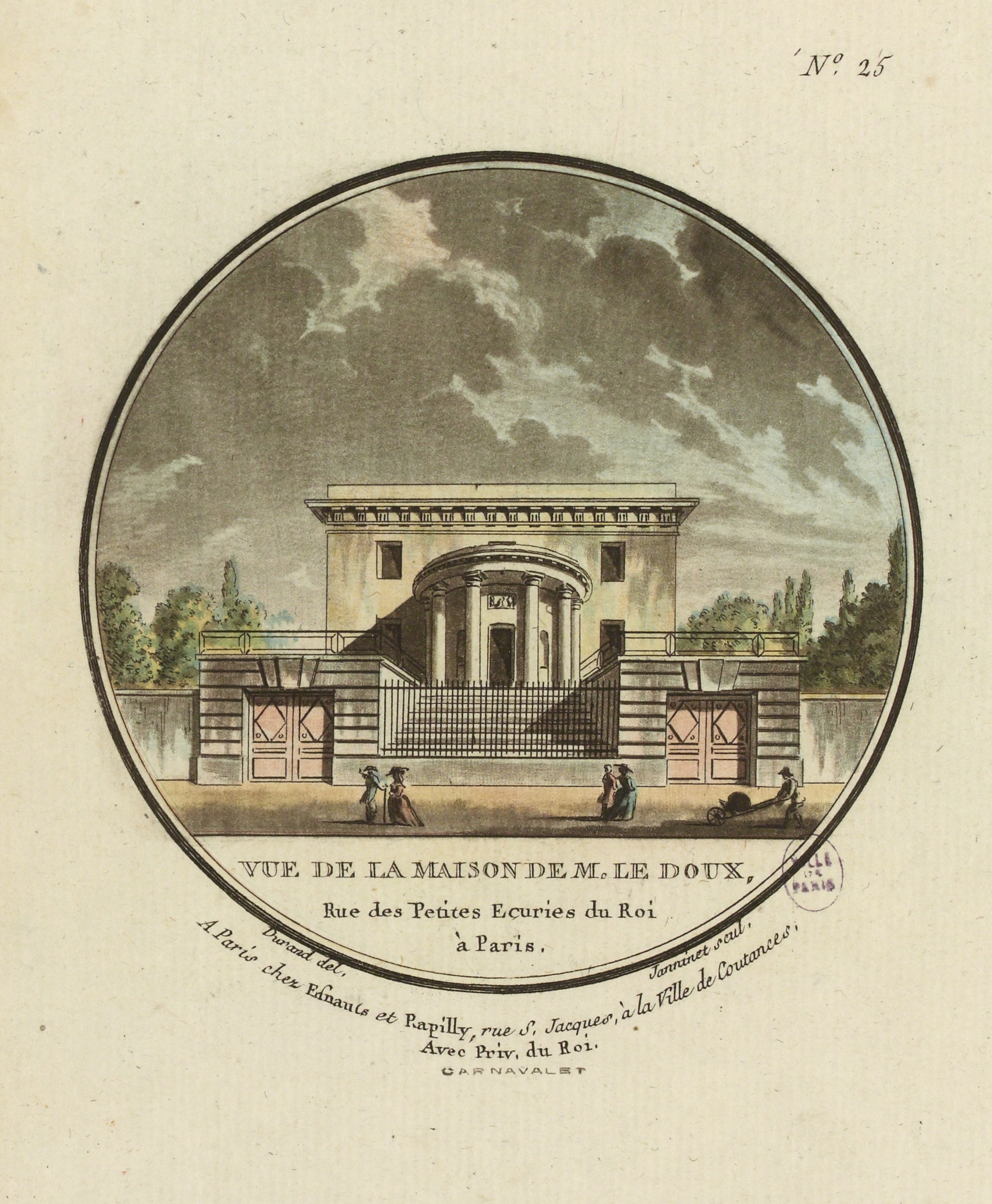
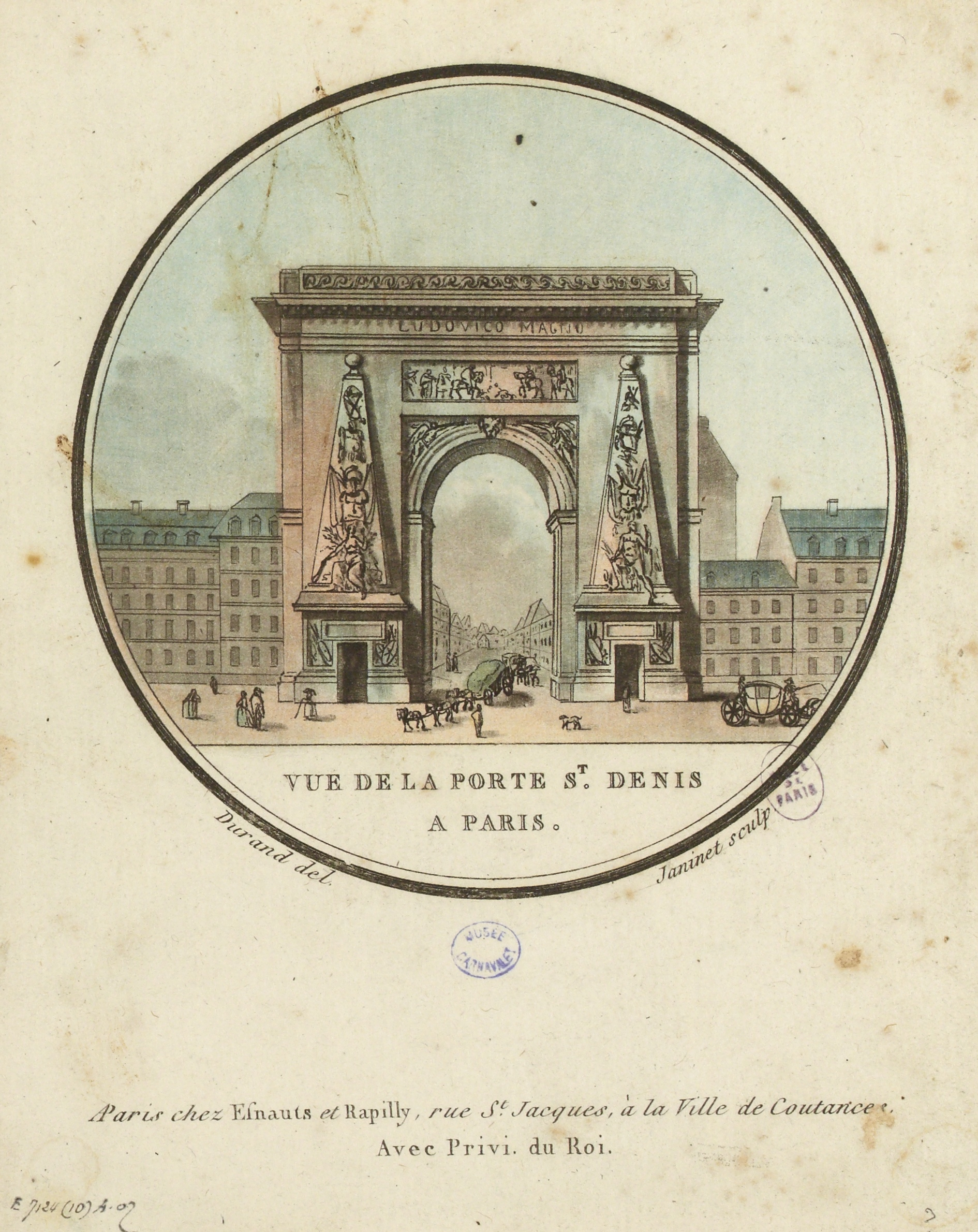
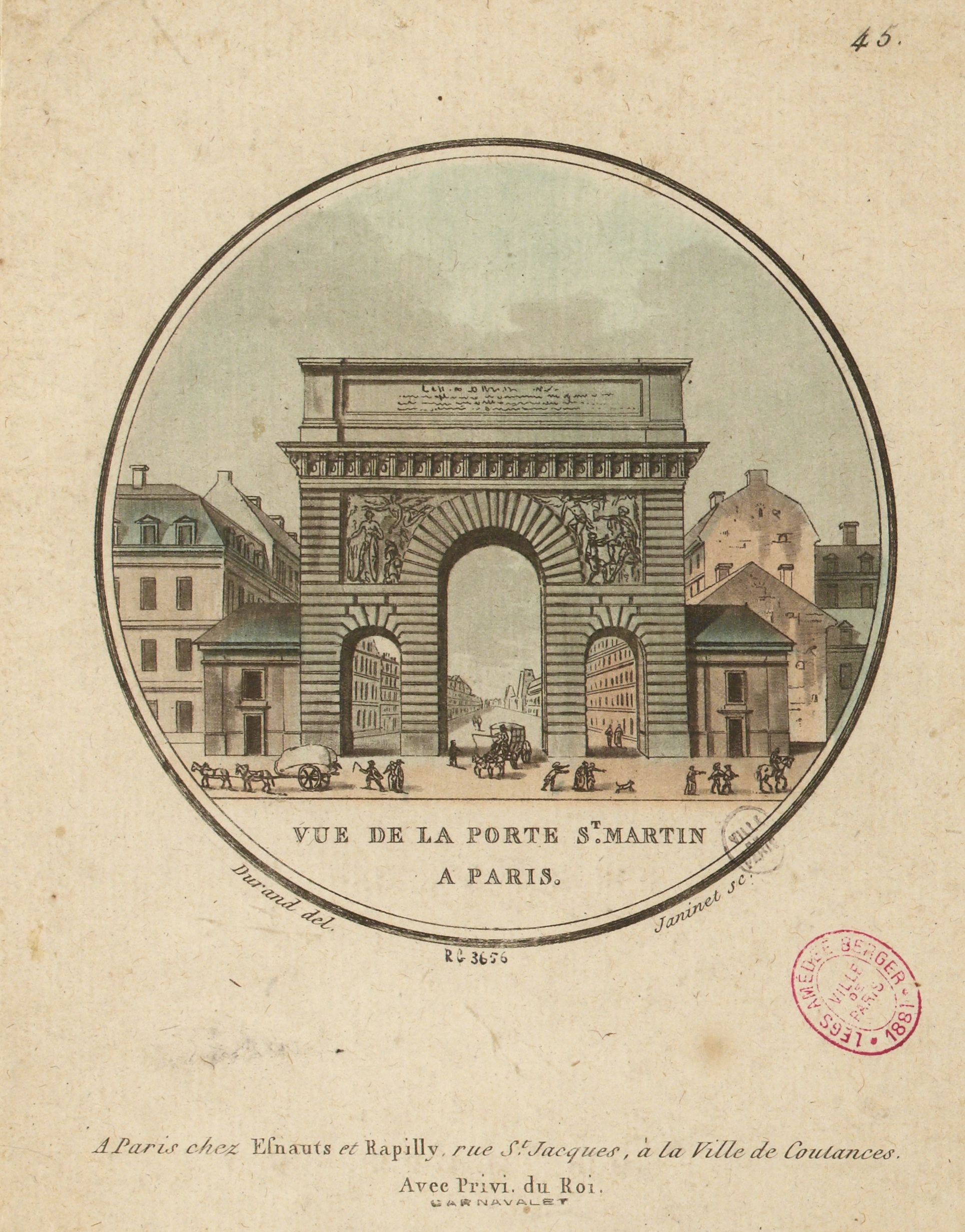